# Les martyrs

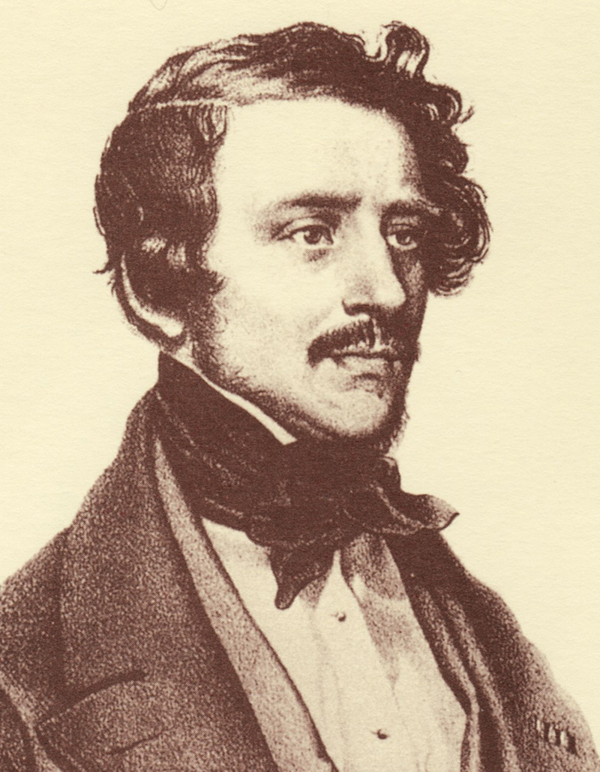
Gaetano Donizetti.

Les martyrs  (Martyrerna) är en grand opéra i fyra akter med musik av Gaetano Donizetti till ett franskt libretto av Eugène Scribe som var byggt på ett libretto som Salvatore Cammarano hade skrivit till Donizettis opera Poliuto efter tragedin Polyeucte av Pierre Corneille (1640). 

## Historia
Donizetti hade skrivit Poliuto redan 1838, men kungen av Neapel, Ferdinand II av Bägge Sicilierna, förbjöd den mitt under pågående repetition med motivering att operan visade ett kristet helgon som led martyrskap. Efter att Donizetti flyttade till Paris på hösten 1838 arrangerade och utökade han partituret, medelst en fransk text av Scribe, till en fullödig fransk grand opéra i fyra akter. Trots att han behöll 80% av originalmusiken innehöll den nya musiken en ouvertyr (vars ena del skulle sjungas av kören bakom ridån), några köravsnitt, arior och den obligatoriska baletten. Under titeln Les martyrs framfördes operan på Parisoperan den 10 april 1840. När operan spelades i Italien skedde detta i en italiensk översättning under titeln I martiri.

## Personer
- Polyeucte, domare och kristen konvertit (tenor)
- Pauline, Polyeuctes hustru (sopran)
- Sévère, romersk prokonsul (baryton)
- Félix, Paulines fader, guvernör av Armenien (bas)
- Callisthènes, Jupiters överstepräst (bas)
- Néarque, en kristen, Polyeuctes vän (tenor)
- En kristen (bas)
- En annan kristen (baryton)

## Handling
Mytilene ca 259 e.Kr.
Pauline har varit förlovad med Sévère men tror att han är död, och därför har hon gift sig med Polyeucte som har övergått till kristendomen. Då Sévère oväntat återvänder till Mytilene som prokonsul bönfaller hon honom att respektera hennes äktenskap, men Polyeucte tror ändå att hon har bedragit honom. För att rädda de kristnas ledare Néarque röjer Polyeucte att han själv är kristen och döms till martyrdöden, och Pauline blir så gripen av hans orubbliga tro att hon följer honom i döden.